# Colonia Ortega
Colonia Ortega är en ort i Mexiko.   Den ligger i kommunen San Juan Bautista Tuxtepec och delstaten Oaxaca, i den sydöstra delen av landet, 400 km öster om huvudstaden Mexico City. Colonia Ortega ligger 37 meter över havet och antalet invånare är 217.
Terrängen runt Colonia Ortega är platt. Runt Colonia Ortega är det ganska tätbefolkat, med 160 invånare per kvadratkilometer. Närmaste större samhälle är Tuxtepec, 3,1 km norr om Colonia Ortega. Omgivningarna runt Colonia Ortega är en mosaik av jordbruksmark och naturlig växtlighet.